# Tijmen Laane
Tijmen Laane (ur. 2 lutego 1988) – holenderski siatkarz, grający na pozycji przyjmującego, reprezentant Holandii. 

## Sukcesy klubowe
Liga holenderska:
- 2011, 2013[3], 2014, 2023
- 2010, 2022[4], 2024[5]
- 2021

Superpuchar Holandii:
- 2011, 2012, 2013

Puchar Holandii:
- 2014

Liga belgijska:
- 2017

Puchar Słowacji:
- 2018

Liga słowacka:
- 2018